# Calle Šancová
La Calle Šancová (en eslovaco: Šancová ulica) es una calle principal del casco antiguo de Bratislava, que se extiende desde la intersección de la calle Štefánikova y la calle Pražská a Trnavské Mýto. Se trata de una arteria de transporte importante, y un sitio de congestión del tráfico frecuente.
La calle lleva el nombre por unas murallas (eslovaco: šance), que anteriormente se encontraban aquí, formando parte de la antigua frontera aduanera de la ciudad. Estas fueron retiradas finalmente en 1903.